# Пизанис, Спирос
Спирос Пизанис (греч. Σπύρος Πιζάνης; 1870, Керкира — 1927, Рим) - греческий и итальянский художник.

## Биография

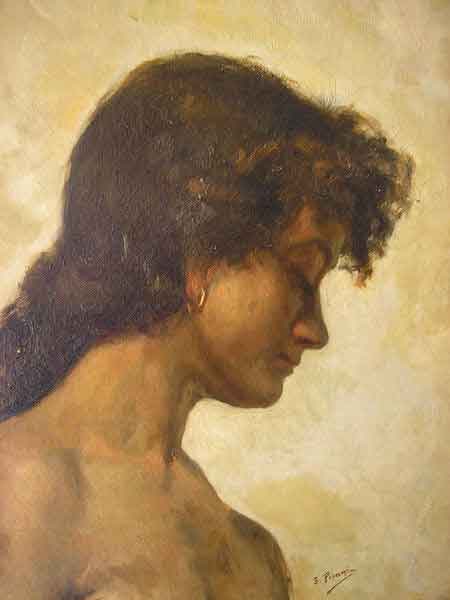
Неаполитанка

Спирос Пизанис родился на острове Керкира в семье реставратора Стефаноса Пизаниса, венецианца по происхождению. Его отцу много раз была поручена реставрация настенных росписей в летнем дворце Ахиллион и в Муниципальном театре Керкиры. 
Спирос Пизанис учился в Риме. Художник и историк искусства Фотос Гиофилис, который учился в частной школе Пизаниса, в период 1905-1907, пишет в своей «Истории Нового греческого искусства», что Пизанис учился и в Афинской школе изящных искусств. До 1905 года, начиная с 1900 года, Пизанис преподавал живопись в вечерней школе Керкиры, которая получала дотацию от министерства просвещения Италии. Учеником Пизаниса в тот период был и греческий художник Эпаминонд Томопулос, ставший впоследствии академиком. Спирос Пизанис был одним из художников, которые вместе с Викентием Бокациабисом и Периклисом Цириготисом, принесли Импрессионизм в Грецию...«через Италию». 
В 1907 году Пизанис уехал из Керкиры в Смирну, возглавив дирекцию местной итальянской школы, в которой также преподавал живопись и рисунок. В Малой Азии он оставался до 1920 года. 
В 1920 году он уехал из Смирны, с семьёй, и обосновался в Риме.

## Работы
«Искусство Пизаниса – пишет Ф.Гиофиллис - было самым передовым среди окружающих его художников Керкиры. Его пейзажи полны атмосферы и света». И в работах по маслу, и в акварелях Пизаниса, всегда проявляется его интерес к цветовому результату. В его работе «Бунар», также как и в картине «Мост Севдикёя», очевиден поиск цвета. Его венецианские акварели, некоторые из которых находятся в Муниципальной галерее Керкиры, «хранят свежесть темы и материи». 
Работы Пизаниса сегодня разбросаны и выставлены, кроме Керкиры, в Смирне, в Анкаре, в Генуе и других городах. Но большинство из них находятся в Риме, где он прожил до конца своей жизни. 
Спирос Пизанис умер в 1927 году

## Семья
Пизанис был женат на своей землячке Мелпо, дочери известного греческого художника Хараламбоса Пахиса. 
Его сын, Витторио Пизани (Vittorio Pisani), стал известным в Италии художником и многие годы был сотрудником еженедельного обозрения La Tribuna illustrata, на обложках которого он иллюстрировал международные события. Одной из самых известных его работ стала композиция  Потопление австрийского броненосца «Вирибус Унитис», за которую он получил приз итальянского государства.